# 1-苯基-1,2-丙二酮-2-肟
1-苯基-1,2-丙二酮-2-肟是一种有机化合物，化学式为C9H9NO2，是一种药物中间体，可由苯丙酮和盐酸甲醇溶液及亚硝酸甲酯反应得到。它和乙酸酐、铟反应，可以得到N-(α-甲基苯甲酰甲基)乙酰胺。它和硼氢化钠反应，可以得到1-苯基-1-羟基-2-丙酮肟。